# Фрейзер, Андреа
Андреа Фрейзер (род. 1965) — художница в жанре перформанс, в основном известная своими работами в области институциональной критики. Фрейзер проживает в Нью-Йорке и Лос-Анджелесе, и в настоящее время является заведующим кафедрой и профессором междисциплинарной студии Школы искусств и архитектуры в Калифорнийском университете в Лос-Анджелесе.

## Раняя жизнь и карьера
Фрейзер родилась в Биллингсе, штат Монтана, и выросла в Беркли, штат Калифорния. Она училась в Нью-Йоркском университете, в программе независимого обучения музея американского искусства Уитни и в школе изобразительных искусств. Фрейзер работала в галерее Dia: Chelsea.
Фрейзер начала писать художественную критику, прежде чем включить подобный анализ в свою художественную практику.

## Творчество
Деятельность Фрейзер в перфомансе в 1990-х годах популяризировала институциональную критику как художественное движение, сформировала художественную практику, предназначенную для критики самих учреждений, занимающихся продажей, демонстрацией и комерцизацией искусства. Работы Фрейзер, как правило, комментирует политику, коммерцию, историю и даже самоуверенность современного художественного музея, а также иерархию и механизмы исключения искусства как предпринимательства. Её перфомансы, несмотря на серьёзные темы, часто представлены в юмористической, смешной или сатирической манере. Она показывала работы в галерее Уайтчепел в Лондоне; Фонд Dia Art, Нью-Йорк; Музей современного искусства, Вена; Музей современного искусства, Нью-Йорк; Центр Помпиду, Париж; и Музей современного искусства, Лос-Анджелес.
Фрейзер была одним из основателей феминистской перфоманс-группы The V-Girls (1986—1996); художественной инициативы, основанной на проектах, Паразит (1997—1998); и кооперативной художественной галереи Orchard (2005—2008). Вместе с Хельмутом Дракслером она также выступила соорганизатором «Выставки рабочих групп», которая была задумана в Kunstraum в Люнебургском университете и была представлена на восьми площадках в Европе и Соединённых Штатах в период с 1994 по 2001 годы.

## Выставки
Работы Фрейзер были показаны в общественных галереях, таких как Художественый музей Филадельфии (1989); Kunstverein München (Германия, 1993, 1994); Венецианская биеннале (Италия, 1993); Музей Шпренгеля (Ганновер, Германия, 1998); The Kunstverein Hamburg (Германия, 2003); Художественная галерея Уайтчепел (Лондон, Англия, 2003); Лос-Анджелесский музей современного искусства (2005); Музей Франса Хальса (Гарлем, Нидерланды, 2007); и Центр Помпиду (Париж, 2009). В 2013 году музей Людвига, Кельн, организовал крупную ретроспективу её работ в связи с её получением премии Вольфганга Хана.

## Коллекции
Работы Фрейзера хранятся в крупных публичных коллекциях, таких как Чикагский институт искусств; Центр Помпиду, Париж; Гарвардский художественный музей, Кембридж; Музей современного искусства, Лос-Анджелес; Музей Людвига, Кельн; Музей современного искусства, Нью-Йорк; Филадельфийский художественный музей; и Тейт Модерн, Лондон.

## Признание
Фрейзер получила стипендии от Art Docent Matter Inc., Фонда поддержки перфонса им. Франклина Фернэйса, Национального фонда искусств и Нью-Йоркского фонда искусств. Она также получила грант Фонда современного искусства для художников (2017).